# 岩崎勇 (オーボエ奏者)
岩崎 勇（いわさき いさむ、1931年〈昭和6年〉5月31日 - 2008年〈平成20年〉10月22日）は、日本のオーボエ奏者。京都市立芸術大学名誉教授。徳島文理大学客員教授。
武蔵野音楽大学音楽学部卒業。デトモルト音楽大学卒業。熊本県熊本市出身。

## 生涯
熊本県熊本市出身。1958年（昭和33年）に武蔵野音楽大学音楽学部を卒業し、1965年（昭和40年）にドイツのデトモルト音楽大学を卒業した。
武蔵野音楽大学を卒業後は京都市交響楽団に入団し、1969年（昭和44年）まで在籍した。その後は京都市立芸術大学音楽学部で講師・助教授・教授を経て、1997年（平成9年）に同大学を退任し、同大学の名誉教授に就任する。
またドイツ・バッハゾリステンのオーボエ奏者として60回以上の公演に出演し、1980年（昭和55年）に日本室内合奏団を結成した。またこれまでに奈良アルテアカデミカー、日本文化交流協会などに所属した。
2008年（平成20年）10月22日、心臓発作のため死去。享年77。